# Urceola brachysepala
Urceola brachysepala är en oleanderväxtart som beskrevs av Joseph Dalton Hooker. Urceola brachysepala ingår i släktet Urceola och familjen oleanderväxter. Inga underarter finns listade i Catalogue of Life.